# Posjtova plosjtsja (metrostation)
Posjtova plosjtsja (Oekraïens: Поштова площа, ⓘ) is een station van de metro van Kiev. Het station maakt deel uit van de Obolonsko-Teremkivska-lijn en werd geopend op 17 december 1976. Het metrostation bevindt zich onder het gelijknamige plein (Postplein) in de wijk Podil, nabij de haven aan de Dnjepr. Op het plein is ook een van de twee stations van de kabelspoorweg die de hooggelegen oude stad met de rivieroever en Podil verbindt te vinden.
Station Posjtova plosjtsja is ondiep gelegen en beschikt over een perronhal met zuilengalerijen. De wanden langs de sporen zijn bekleed met lichtblauwe keramische tegels. Aan het einde van de perronhal is een compositie van gebrandschilderd glas aangebracht. De toegang tot het station is verbonden met een voetgangerstunnel die leidt naar het Posjtova plosjtsja en de Volodymyrskyj oezviz.